# Zamek Culzean
Zamek Culzean (ang. Culzean Castle) − zamek w południowo-zachodniej Szkocji (Wielka Brytania), w jednostce administracyjnej South Ayrshire, położony na klifowym wybrzeżu zatoki Firth of Clyde, około 7 km na zachód od miasta Maybole.

## Historia
Pierwszy zamek zbudowano w XVI wieku dla rodu Kennedych. David Kennedy, 10. hrabia Cassilis zlecił przebudowę zamku szkockiemu architektowi Robertowi Adamowi. Przebudowa rozpoczęła się w 1777, a zakończyła w 1792 roku. W 1945 roku zamek został przekazany organizacji National Trust for Scotland, od 2011 roku udostępniony jest zwiedzającym.

## Architektura
Owalna klatka schodowa uznawana jest za jedno z największych osiągnięć Roberta Adama. Na pierwszym piętrze znajduje się owalny salon z widokiem na morze.

## Przypisy

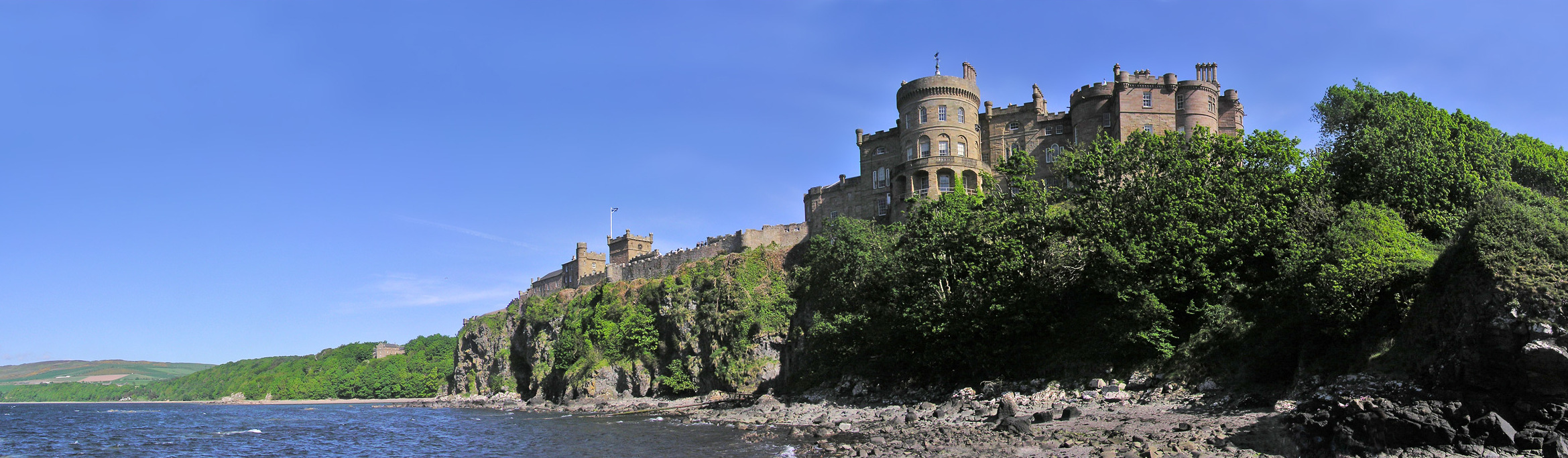
Widok na zamek od strony morza